# Mjesna zajednica
Mjesna zajednica bzw. Mesna zajednica (kroatisch/bosnisch bzw. serbisch für Ortsgemeinschaft, seltener auch Dorfgemeinschaft oder Ortsverband), kurz MZ, ist die Bezeichnung für eine im ehemaligen Jugoslawien entstandene kommunale Selbstverwaltungsgemeinschaft innerhalb einer Općina (Gemeinde).
Die MZ ist eine territorial nach Siedlungen, Dörfern oder Stadtteilen gegliederte Organisation, die teilweise administrative und kommunalen Aufgaben übernimmt. Meist werden mehrere Siedlungen (Naselje) in einer MZ zusammengefasst und diese erhält den Namen von und den Sitz in einer der größeren Siedlung der Ortsgemeinschaft. Im Gegensatz zur übergeordneten Općina (Gemeinde) übt die MZ jedoch keine legislativen Funktionen aus.
Gegenwärtig wird der Begriff zumindest in Bosnien und Herzegowina weiter verwendet. Aufgrund der Regulierungshoheit der dortigen Entitäten gibt es jedoch keine landesweit einheitlichen Regelungen und ihr rechtlicher Status ist unklar. So kann in einigen Gegenden eine MZ offiziell anerkannt sein oder in anderen auch nur als Nichtregierungsorganisation fungieren.